# Samojed

Samojed pripada skupini pasa primitivnog tipa (pratipa). Klasa je radna. Iz milja se naziva i "nasmješeni Sammy" upravo zbog njegova karakterističnog osmijeha.

## Povijest i podrijetlo
Zemlja podrijetla je Rusija, Zapadni Sibir. Ime je dobio prema sibirskom nomadskom plemenu Samojeda. Izvorni naziv je Samojedskaja sabaka. U Englesku je stigao 1889. posredstvom Kilburna Scotta. Pripadnici te engleske loze su rašireni po cijelom svijetu. Istraživači Ernest Shackleton i Fridtjof Nansen su ih koristili pri ekspedicijama na Sjeverni pol.

## Karakteristike
Priznaju ga organizacije: AKC, ANKC, CKC, FCI, KC, KUSA.
Mužjak je dug 57 cm (a težak od 20 do 32,5 kg), a ženka 53 cm (doseže težinu od 17 do 25 kg); odstupanja od 3 cm su dopuštena.
Vanjska dlaka mu je gruba i strši, dok je poddlaka gusta i mekana; boja je bijela, kremasta ili bijela s oznakama boje biskvita.
Druga obilježja su mu široka glava, bademaste oči, dugački, bogato odlakani rep koji nosi preko leđa i debele uši - polukružne na vrhu i ne previše velike.
Prosječan životni vijek samojeda je od 12 do 16 godina.

## Odgoj i socijalno ponašanje
Odgoj je dug proces i treba ga započeti što ranije. Vježbe moraju biti pune promjena jer iste naredbe dovode do izražavanja njegove tvrdoglavosti. U ranoj mladosti ga treba naučiti na mačke i druge domaće životinje. Prema drugim psima znaju biti povremeno dominantni.Iz tog razloga je važna socijalizacija s ostalim životinjama.
Samojedi su najčešće izuzetno vokalni psi skloni prekomjernom lajanju te ovi psi imaju lavež visokog tona. Oni su "pričljiva" pasmina. Jedna od omiljenih metoda komunikacije ove pasmine je također i zavijanje, koje ukazuje na njihovo blisko srodstvo s vukovima.
Samojed je izvanredna pasmina psa koja će kod svakoga čovjeka izmamiti osmijeh. Vrlo je druželjubiva i društvena. Povezana je s ljudima. Greška je staviti ovu pasminu na lanac i stalno držati u dvorištu.